# Sound-Dust
Sound-Dust – siódmy album studyjny brytyjskiego zespołu post-rockowego Stereolab, wydany w 2001 roku przez Duophonic Records i Elektra Records. Jest to ostatnie nagranie grupy z Mary Hansen, która zmarła w następnym roku potrącona przez ciężarówkę.
Do pierwszych 1200 egzemplarzy na winylu i CD dodano specjalne książeczki. Utwór Nothing To DO with Me ma tekst pochodzący ze skeczy Chrisa Morrisa.

## Lista utworów
Wszystkie utwory napisali Tim Gane i Lætitia Sadier. 
1. „Black Ants in Sound-Dust” – 1:58
2. „Space Moth” – 7:35
3. „Captain Easychord” – 5:33
4. „Baby Lulu” – 5:13
5. „The Black Arts” – 5:12
6. „Hallucinex” – 3:55
7. „Double Rocker” – 5:33
8. „Gus the Mynah Bird” – 6:10
9. „Naught More Terrific Than Man” – 4:10
10. „Nothing to Do With Me” – 3:38
11. „Suggestion Diabolique” – 7:52
12. „Les Bons Bons des Raisons” – 6:43
13. „Moodles” - 7:23  (utwór dodatkowy na edycji japońskiej)

## Twórcy
- Jeb Bishop - gitara basowa, Brass, Trombone
- Tim Gane - czelesta, klarnet, kompozytor, elektryczny klawesyn, instrumenty elektroniczne, organy Farfisa, gitara elektryczna, gitara akustyczna, keyboardy, minifortepian, fortepian, fortepian elektryczny, rocksichord, manipulacje kasetą, wurlitzer
- The Groop - miksowanie
- Mary Hansen - perkusja, efekty dźwiękowe, wokal, gwizdek
- Jeremy Lemos - nagrywanie
- John Jairo Lemus - dodatkowa produkcja
- John McEntire - inżynier dźwięku, Glockenspiel, keyboardy, Marimba, Mixing, Percussion, Sound Effects, Vibraphone
- Sean O'Hagan - aranżacja, gitary, keyboardy
- Jim O’Rourke - instrumenty elektroniczne, gitara, inżynier dźwięku, miksowanie, manipulowanie kasetą
- Andy Ramsay - perkusja
- Laetitia Sadier - kompozytor, perkusja, efekty dźwiękowe, wokal, gwizdek
- Stereolab - inżynieria dźwięku, miksowanie, produkcja muzyczna
- C. Taylor - cymbałki, harpsichord